# Titularbistum Laodicea in Syria per i Melchiti
Laodicea in Syria per i Melchiti (ital.: Laodicea di Siria per i Melchiti) ist ein Titularbistum der katholischen Kirche, das vom Papst an Titularbischöfe aus der mit Rom unierten Melkitischen Griechisch-Katholischen Kirche vergeben wird.
Es geht zurück auf einen untergegangenen Bischofssitz in antiken Stadt Laodicea ad Mare, die in der römischen Provinz Syria bzw. Syria Coele lag. 
| Titularbischöfe von Laodicea in Syria per i Melchiti |                 |                                              |                |              |
| Nr.                                                  | Name            | Amt                                          | von            | bis          |
| 1                                                    | Germano Mehakad |                                              | 14. März 1886  |              |
| 2                                                    | Antonio Farage  | Patriarchalprokurator in Antiochien (Syrien) | 1. Januar 1922 | 7. März 1961 |